# Samoa Broadcasting Corporation
Samoa Broadcasting Corporation (с англ. — «Самоанская вещательная корпорация»), сокращённо SBC — государственная телерадиокомпания Независимого государства Самоа.

## Краткая история
SBC отсчитывает свою историю от 1929 года, когда на Самоа было организовано радиовещание: она изначально называлась Департаментом вещания Западного Самоа (англ. Western Samoa Broadcasting Department). Появление телевидения датируется 1993 годом. В 2003 году организация была создана в современном виде решением Парламента, куда вошли собственно телевидение (самоан. Televise Samoa) и радиовещательный департамент (англ. Radio 2AP). В 2008 году корпорация разделилась на телеканал TV1 Samoa и сеть частных радиостанций.

## Радиовещание
В стране вещают две радиостанции. Первой является радиостанция SBC Radio 1 (она же Radio 2AP), вещающая на самоанском языке на частоте 540 кГц (AM). Она транслирует новости, ток-шоу, развлекательные программы и музыку. Вещание доступно на островах Ниуэ, Токелау и даже на Аляске. Центр вещания располагается в деревне Мулинуу, пригороде столицы Апиа. Второй радиостанцией является SBC-FM, вещающая на английском языке на частоте 88,1 МГц (FM). Она транслирует новости, развлекательные программы и музыку, центр вещания располагается в телевизионном центре Мулинуу, рядом с SBC Radio 1.

## Телевидение
Телеканал SBC TV 1 (он же Televise Samoa) охватывает 95% территории вещания на архипелаге, за исключением расположенной за горами деревни Уафато на северо-востоке (у залива Фагаола). Телеканал вещает с 6:00 до 0:00, транслируя выпуски новостей, развлекательные программы, ретранслируя информационную программу One News новозеландской телекомпании TVNZ, а также передачи BBC и ABC Australia утром и днём после полудня. Финансирование осуществляют Правительство Самоа и частные компании.

### Программы
Программа передач доступна в газетах Samoa Observer и SBC Print Media. 45% доли вещания составляют программы собственного производства, 55% — ретрансляции заграничных передач.
- SBC TV 1 Tala Fou — выпуск новостей (полчаса). Выходит на английском и самоанском в 18:35. По воскресеньям выходит еженедельная программа Otootooga O Tala Fou, подводящая итоги недели.
- O Le Lali — ток-шоу (полчаса). Выходит на английском и самоанском по выходным в 17:35. Посвящена обсуждению правительственных решений, рабочим вакансиям; в эфире также зачитываются некрологи и звучат поздравления с днём рождения.
- E Te Silafia? (Did you know?) — образовательная программа о жизни Самоа и деятельности разных государственных структур. Выходит в 20:00 по четвергам, хотя может выходить в любой другой день.
- Tapuaiga Afiafi — религиозная программа, в эфире которой звучит молитва на самоанском языке под нарезку фотографий Самоа. Обычно выходит в 18:10.
- Aitinae Samoa — программа о сельском хозяйстве.
- Va'a O Manu — программа о религии, выходит по воскресеньям в 20:00 (продолжительность — час).
- Samoa Star Search — развлекательное шоу наподобие American Idol, выходит по воскресеньям в 21:00 в прямом эфире (полчаса). Вещание на английском и самоанском.
- Golden Star — музыкальное шоу, выходящее по воскресеньям в 21:00 в те дни, когда Starsearch не снимается. В эфире звучат музыкальные ретро-хиты (1930-е — 1960-е). Вещание на английском и самоанском.
- SBC Hits — музыкальная программа, выходит совместно с SBC-FM, ретранслирует клипы. Время случайное.
- Tala O Le Ta'aloga — спортивная программа, выходит по воскресеньям в 17:00 на самоанском и английском. В случае трансляции матчей по регби из Новой Зеландии выходит в прямом эфире.
- Ata Pu'upu'u — сборник архивов SBC, отвечает за выпуск архивных художественных и документальных фильмов, а также программ прошлых лет.
- Faleula — ток-шоу, в котором обсуждаются разные аспекты самоанской культуры и жизни самоанцев.
- SBC Kids — детский эфир, выходит по будням с 20:00 до 23:00, в субботу в 9:00; повторное сводное вещание[англ.] по воскресеньям.

В 20:30 ретранслируется австралийская мыльная опера «Соседи», в 18:30 — южноафриканская мыльная опера «Islanigo: The Need».